# Fødevareforbundet NNF
Fødevareforbundet NNF (tidligere navn Nærings- og Nydelsesmiddelarbejder Forbundet) er et dansk fagforbund under Fagbevægelsens Hovedorganisation (FH).
NNF organiserer ansatte inden for følgende brancher: bager-, slagter-, mejeri-, sukker- og chokolade-industrien samt tobaksindustrien og visse andre områder.
Siden 2005 har Ole Wehlast været forbundets formand.

## Historie
Forbundet er stiftet som Nærings- og Nydelsesmiddelarbejder Forbundet d. 12. marts 1980. Forbundet opstod som en fusion af de fire forbund: Dansk Slagteriforbund, Bageri-, Konditori- og Mølleriarbejdernes Forbund, Tobaksarbejderforbundet i Danmark og Sukkervare- og Chokoladearbejdernes Forbund.
Den 1. januar 1983 blev også Mælkeriindustriarbejdernes Forbund en del af Nærings- og Nydelsesmiddelarbejder Forbundet.
Den 1. januar 2009 ændrede forbundet navn til Fødevareforbundet NNF.
I 2014 havde NNF 20.000 medlemmer.
I 2016 afviste NNF en fusion med Dansk Metal.
Siden den 1. januar 2019 er NNF medlem af Fagbevægelsens Hovedorganisation (FH). NNF var tidligere medlem af LO.
I 2020 deltog NNF i en konflikt om Jensens Bøfhus.

## Eksterne links
- Fødevareforbundet NNF's hjemmeside Arkiveret 1. november 2020 hos  Wayback Machine